# 上垣外憲一
上垣外 憲一（かみがいと けんいち、 1948年5月3日- ）は、日本の比較文学・文化学者。前大妻女子大学比較文化学部教授。古代からの日本と朝鮮半島との関係史などの論考が多い。

## 来歴・人物
長野県松本市出身。5歳から東京都で育つ。1972年東京大学教養学科ドイツ分科卒業、1977年同大学院比較文学比較文化博士課程中退、東洋大学文学部講師（ドイツ語）、1980年助教授、1987年国際日本文化研究センター助教授、1996年教授。1996年、東京大学より博士（学術）の学位を取得、学位論文の題は「半井桃水に見る明治日本人の朝鮮観」。1997年、帝塚山学院大学文学部教授、同副学長。2009年大手前大学教授。2013年退任、大妻女子大学比較文化学部教授。2019年定年退職。
1990年、『雨森芳洲』により、サントリー学芸賞（社会・風俗部門）を受賞。日本に在住した詩人金素雲の自伝『天の涯に生くるとも』の訳者（共訳）でもある。

## 著書
- 『維新の留学生 西洋文明をどうとりいれたか』（主婦の友社、1978年）
- 『日本留学と革命運動』（東京大学出版会〈比較文化叢書〉、1982年）
- 『天孫降臨の道』（筑摩書房、1986年、福武文庫、1990年）
  - 改題 『倭人と韓人―記紀からよむ古代交流史』（講談社学術文庫、2003年）
- 『雨森芳洲―元禄享保の国際人』（中公新書、1989年、講談社学術文庫、2005年）
- 『空虚なる出兵―秀吉の文禄・慶長の役』（福武書店、1989年）
  - 改題 『文禄・慶長の役―空虚なる御陣』（講談社学術文庫、2002年）
- 『「鎖国」の比較文明論―東アジアからの視点』（講談社選書メチエ、1994年）
- 『聖徳太子と鉄の王朝 高句麗からよみとく飛鳥』（角川選書、1995年）
- 『ある明治人の朝鮮観―半井桃水と日朝関係』（筑摩書房、1996年）
- 『日本文化交流小史―東アジア伝統文化のなかで』（中公新書、2000年）
- 『暗殺・伊藤博文』（ちくま新書、2000年）
- 『花と山水の文化誌 東洋的自然観の再発見』（筑摩書房、2002年）
- 『空海と霊界めぐり伝説』（角川選書、2004年）
- 『富士山－聖と美の山』（中公新書、2009年）
- 『陽炎の飛鳥　小説聖徳太子』（アートヴィレッジ、2010年）－初の小説
- 『古代日本　謎の四世紀』（学生社、2011年）
- 『ハイブリッド日本 文化・言語・DNAから探る日本人の複合起源』（武田ランダムハウスジャパン、2011年）
- 『勝海舟と幕末外交　イギリス・ロシアの脅威に抗して』（中公新書、2014年）
- 『鎖国前夜ラプソディ 惺窩と家康の「日本の大航海時代」』（講談社選書メチエ、2018年）
- 『安重根：東風寒しといえど、壮士の義は熱し』（ミネルヴァ日本評伝選、2025年）

### 共編
- 『一九二〇年代東アジアの文化交流 大手前大学比較文化研究叢書』川本皓嗣共編　思文閣出版 2011
- 『比較詩学と文化の翻訳』川本皓嗣共編　思文閣出版、2012

### 翻訳
- 金素雲『天の涯に生くるとも』崔博光共訳 新潮社 1983  のち講談社学術文庫